# Steel Panthers (gra komputerowa)
Steel Panthers – komputerowa strategiczna gra turowa osadzona w realiach II wojny światowej, wyprodukowana przez amerykańskie przedsiębiorstwo Strategic Simulations, Inc. oraz wydana przez Mindscape. Jej premiera odbyła się 30 lipca 1995 roku. Jest to pierwsza część serii gier komputerowych Steel Panthers.
W Steel Panthers gracz wciela się w dowódcę sił wojskowych na poziomie batalionu, kierując oddziałami wojskowymi podzielonymi na kompanie i plutony. Celem rozgrywanych bitew jest zdobycie i utrzymanie punktów strategicznych rozmieszczonych na mapie. W grze możliwy jest wybór kampanii składającej się na ciąg bitew lub pojedynczego scenariusza. Gracz może także stworzyć batalię na losowo wygenerowanej mapie lub za pomocą edytora.
Głównym autorem gry był amerykański projektant Gary Grigsby, który starał się przy jej tworzeniu dokładnie odwzorować realia historyczne. Po wydaniu Steel Panthers uzyskała przychylne recenzje, w których chwalono rozgrywkę oraz oprawę audiowizualną.

## Rozgrywka
Steel Panthers jest strategiczną grą turową, w której obie strony konfliktu na zmianę przejmują kontrolę nad jednostkami. Rozgrywka toczy się na mapie podzielonej na sześciokąty (heksy), po której gracz przesuwa swoje siły wojskowe. Mapy, na których toczy się bitwa, mogą mieć różne rozmiary i scenerie, na przykład pustynię, plażę bądź zwykły krajobraz latem lub zimą. Gracz kontroluje pojedyncze jednostki wchodzące w skład większych oddziałów, ale łącznie dowodzi siłami na poziomie batalionu.
Gracz po uruchomieniu gry ma możliwość wyboru jednego z trybów gry. W pojedynczym scenariuszu gracz nie ma wpływu na skład swoich sił wojskowych, natomiast w kampanii, która składa się na ciąg bitew, może wybrać jednostki przeznaczone do działań wojennych. Istnieje też możliwość wygenerowania bitwy; wtedy gracz ma możliwość wyboru dowolnej armii, przy czym każda narodowość w zależności od jej specyfiki oraz daty bitwy ma różne zdolności bojowe i taktykę. Dostępny jest także edytor, dzięki któremu możliwe jest tworzenie własnych map. W grze istnieje 18 armii, które walczą na wszystkich ważniejszych frontach II wojny światowej w Europie, w Afryce Północnej i na Pacyfiku.
Jednostki, które gracz wykupuje i naprawia w zamian za tak zwane punkty prestiżu, dzielą się na cztery typy: jednostki opancerzone, artylerię, piechotę i różności. Jednostki opancerzone składają się między innymi z czołgów i transporterów opancerzonych. Artyleria w grze to zarówno moździerze oraz działa, jak i samoloty wojskowe, gdyż ostrzał z tych jednostek zostaje przywołany w ten sam sposób. Artylerią (z wyjątkiem mniejszych dział i moździerzy) gracz nie kieruje bezpośrednio, lecz wydaje jej rozkaz ostrzelania wybranego obszaru. Na różności składają się miny, bunkry oraz wsparcie transportowe. Kierowane siły dzielą się na kompanie lub plutony, którym przewodzi określona jednostka (drużyna) o losowych umiejętnościach bojowych i specjalnej randze.
Celem rozgrywki jest zdobycie zaznaczonych na mapie punktów strategicznych. Za ich zajęcie i utrzymanie, jak również niszczenie wrogich jednostek, przyznawane są punkty zwycięstwa. Po zakończeniu bitwy, trwającej określoną liczbę tur, punkty są podliczane. Jeżeli przewaga punktów po jednej ze stron konfliktu jest więcej niż dziesięciokrotnie wyższa, wtedy ta strona odnosi zwycięstwo. Jeżeli owa przewaga jest niższa, zwycięstwo zostaje uznane za marginalne lub (gdy żadna ze stron nie osiągnie więcej niż dwukrotnej przewagi nad wrogiem) ogłoszony zostaje remis.
Oprócz rozgrywki jednoosobowej możliwe jest rozgrywanie bitew z innym graczem, metodą PBeM.

## Produkcja
Gra Steel Panthers została stworzona przez amerykańskiego projektanta Gary’ego Grigsby’ego, specjalizującego się w produkcji wojennych gier komputerowych (między innymi Panzer Strike z 1987 roku i Gary Grigsby’s World at War z 2005 roku), które tworzył od 1982 roku dla studia Strategic Simulations, Inc. Współdziałał on wraz z programistą Keithem Brorsem. Prace nad grą rozpoczęły się w maju 1994 roku. Mimo nacisków ze strony Strategic Simulations, by upodobnić ją do Panzer General, różniła się znacząco od niej już na etapie tworzenia.
Na potrzeby rozgrywki Grigsby umieścił w grze wirtualne odpowiedniki około 200 czołgów i 120 rodzajów broni o unikalnych danych technicznych. Wraz z Brorsem wbudował w grę encyklopedię umożliwiającą zasięgnięcie informacji na temat poszczególnych pojazdów. Starając się dokładnie odwzorować realia wojenne, Grigsby korzystał z kilku zbiorów zasad z różnych gier planszowych, po czym przeniósł charakterystyczne dane pojazdów i broni do Steel Panthers.
Za największy problem przy tworzeniu gry Grigsby uznał projektowanie oprawy graficznej, składającej się nie tylko z modeli pojazdów, ale też ze zdjęć i filmów dokumentalnych zapożyczonych z narodowych archiwów Stanów Zjednoczonych. Jego zdaniem 60% czasu spędzonego przy tworzeniu Steel Panthers musiał wykorzystać na tworzenie grafiki do gry. Sporo pracy spędził także na tworzeniu sztucznej inteligencji oraz jej zachowań taktycznych, mających na celu umiejętną walkę z oddziałami gracza.

## Odbiór gry
Steel Panthers spotkała się z pozytywnym odbiorem recenzentów większości czasopism o grach komputerowych. Gra stanowiła także sukces komercyjny, uzyskując do czerwca 1997 roku sprzedaż w wysokości około 85 tysięcy egzemplarzy i będąc jedną z najpopularniejszych gier studia Strategic Simulations.
Recenzenci zachwycali się oprawą audiowizualną. Krytyk pisma „Computer Games Magazine”, Darren Ingram określił oprawę graficzną mianem „wspaniałej”, doceniając szczegółowość terenu oraz jednostek, a także efekty specjalne w rodzaju płonących budynków i pojazdów. Uznał wygląd gry za innowację wśród skromnych graficznie gier wojennych, aczkolwiek skrytykował mało płynny lot samolotów „skaczących” po heksach. Kevin Mical z portalu GameSpot również pochwalił oprawę graficzną, a także efekty dźwiękowe występujące w grze.
Recenzenci zwrócili wprawdzie uwagę, że instrukcja nie w pełni wyjaśnia zasady gry, przez co gra może być z początku trudna dla początkujących graczy. Kevin Mical ocenił negatywnie również sztuczną inteligencję, która jego zdaniem zachowywała się dość przewidywalnie. Obaj recenzenci jednak chwalili liczne tryby gry przedłużające żywotność rozgrywki, a także uznali grę pod względem rozgrywki za uzależniającą.
W marcu 1996 roku pismo „Computer Games Magazine” umieściło Steel Panthers na 2. miejscu na liście najlepszych gier miesiąca według czytelników.